# Station Ravenstein
Station Ravenstein is een spoorwegstation in de gemeente Oss bij het stadje Ravenstein. Het station is op 4 juni 1881 geopend aan de Brabantse Lijn.
Het eerste station was van het type Helvoirt, genoemd naar station Helvoirt. Geen van de vier stations van dit type (naast Ravenstein en Helvoirt ook station Geffen en station Wijchen) is bewaard gebleven. Het stationsgebouw bestond uit een laag gebouw met een woning en dienstloketten. In 1898 werd het station uitgebreid met een puntdak en een aanbouw met plat dak; het stationsgebouw is in 1973 gesloopt. Hierna werd er een simpel wachthuisje met kaartautomaten neergezet. Dit is in 2005 dichtgegaan en in 2010 is hier een restaurant ingekomen.
In Ravenstein halteert de volgende treinserie:
| Serie | Treinsoort    | Route                                                                                    | Bijzonderheden                                                                 |
| ----- | ------------- | ---------------------------------------------------------------------------------------- | ------------------------------------------------------------------------------ |
| 6600  | Sprinter (NS) | Dordrecht – Breda – Tilburg – 's-Hertogenbosch – Ravenstein – Nijmegen – Arnhem Centraal | Rijdt alleen doordeweeks tot 19:00 uur tussen Nijmegen en Arnhem Centraal v.v. |

Ten behoeve van voor- en natransport zijn er een fietsenstalling en een parkeerplaats aanwezig. Ook stopt buurtbuslijn 294 van Arriva op dit station.

## Afbeeldingen

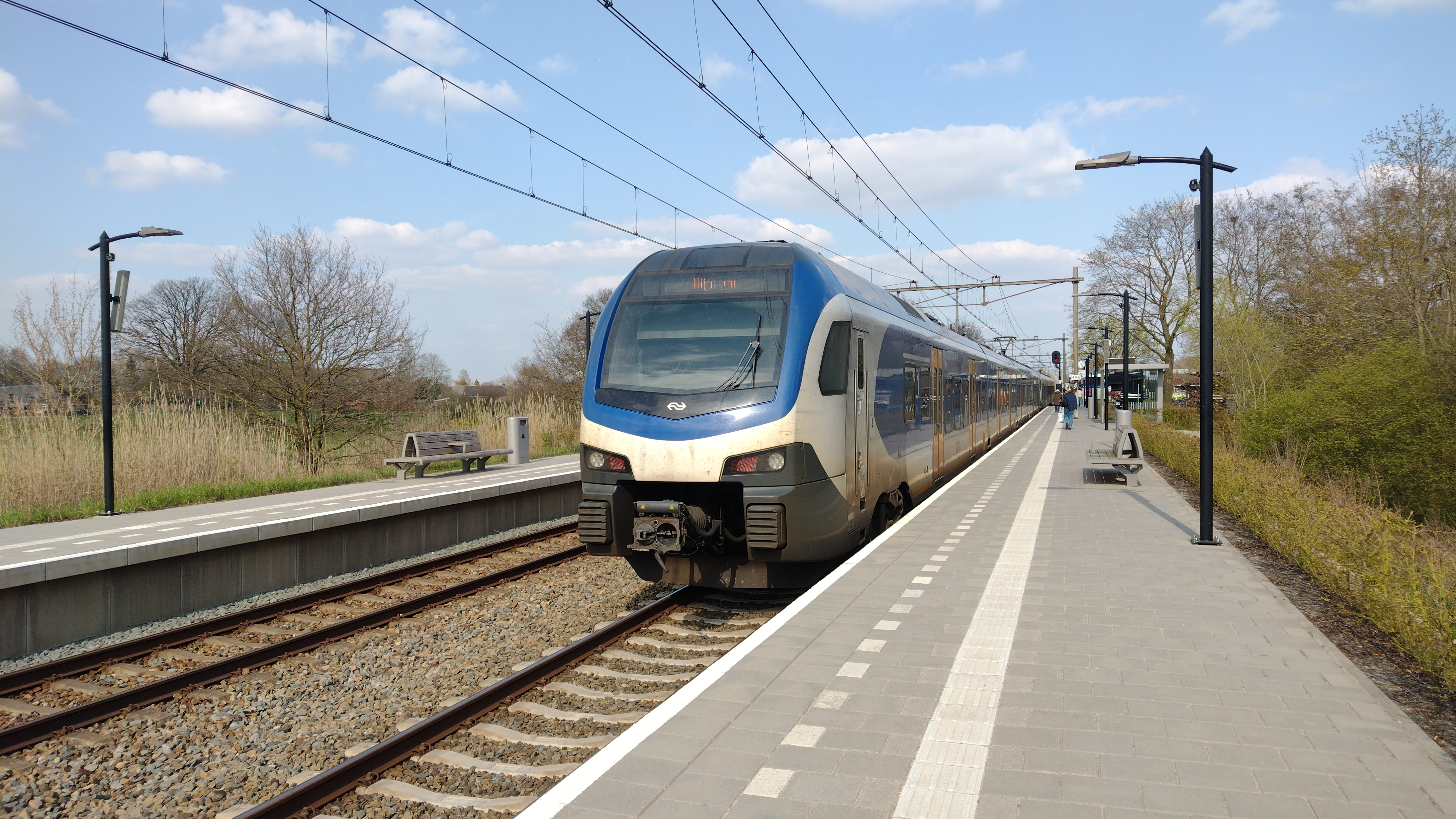
Sprinter richting Nijmegen
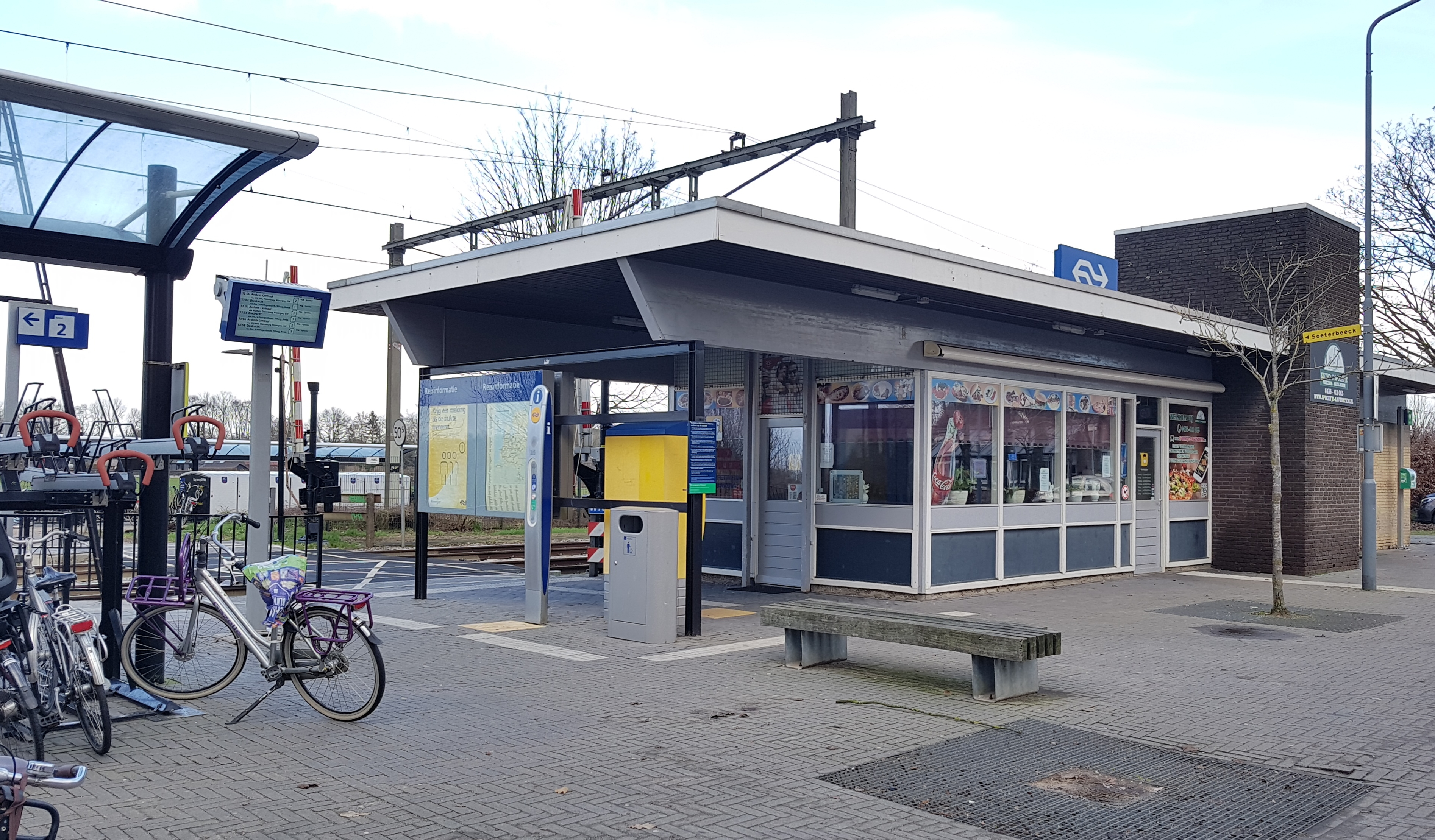
Het stationsgebouw
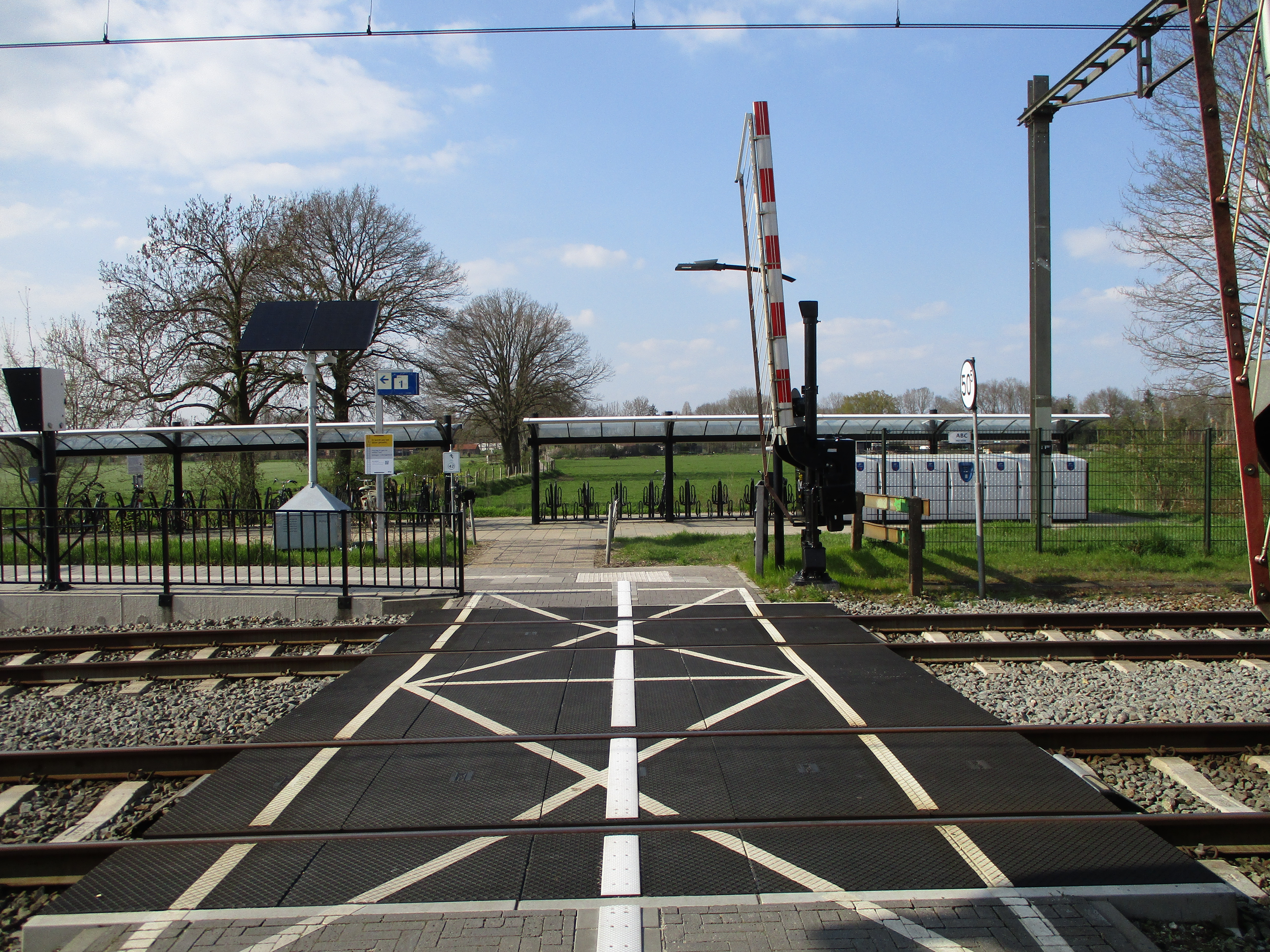
Spoorwegovergang tussen de perrons

## Ontwikkeling aantal reizigers
Het aantal door NS vervoerde reizigers (per gemiddelde werkdag) ontwikkelde zich sedert 2019 als volgt:
| Jaar | Aantal reizigers |
| ---- | ---------------- |
| 2019 | 1.433            |
| 2020 | 647              |
| 2021 | 739              |
| 2022 | 1.057            |
| 2023 | 1.137            |
| 2024 | 1.114            |

0: Tilburg ·
Berkel-Enschot ·
7: Udenhout ·
13: Helvoirt ·
IJzeren Man ·
Vught Zuid-Oost ·
22: 's-Hertogenbosch ·
24: Orthen ·
25: 's-Hertogenbosch Oost ·
28: Rosmalen ·
Sprokkelbosch ·
Kruisstraat ·
Nuland ·
Geffen ·
Heihoek ·
39: Oss West ·
41: Oss ·
Berghem ·
49: Ravenstein ·
56: Wijchen ·
61: Nijmegen Dukenburg ·
63: Nijmegen Goffert ·
66: Nijmegen
Bergen op Zoom · 
Best · 
Boxmeer · 
Boxtel · 
Breda · 
-Prinsenbeek · 
Cuijk · 
Deurne · 
Eindhoven:
-Centraal · 
-Stadion · 
-Strijp-S ·
Etten-Leur · 
Geldrop · 
Gilze-Rijen · 
Heeze · 
Helmond · 
-Brandevoort ·
-Brouwhuis · 
-'t Hout · 
's-Hertogenbosch · 
-Oost · 
Lage Zwaluwe · 
Maarheeze · 
Oisterwijk · 
Oss ·
-West · 
Oudenbosch · 
Ravenstein · 
Roosendaal · 
Rosmalen · 
Tilburg · 
-Reeshof · 
-Universiteit · 
Vierlingsbeek · 
Vught · 
Zevenbergen
Voormalige stations: zie de lijst van voormalige spoorwegstations in Noord-Brabant